# The Queen Is Dead
The Queen Is Dead  treći je studijski album engleskog rock-sastava the Smiths. Album je objavljen 16. lipnja 1986. godine.

## Popis pjesama
| 1. | »The Queen Is Dead«     | 6:24 |
| 2. | »Frankly, Mr. Shankly«  | 2:17 |
| 3. | »I Know It's Over«      | 5:47 |
| 4. | »Never Had No One Ever« | 3:36 |
| 5. | »Cemetry Gates«         | 2:38 |

| Strana B | Strana B                               | Strana B | Strana B | Strana B | Strana B | Strana B | Strana B | Strana B | Strana B |
| Br.      | Skladba                                | Trajanje |          |          |          |          |          |          |          |
| -------- | -------------------------------------- | -------- | -------- | -------- | -------- | -------- | -------- | -------- | -------- |
| 1.       | »Bigmouth Strikes Again«               | 3:11     |          |          |          |          |          |          |          |
| 2.       | »The Boy with the Thorn in His Side«   | 3:15     |          |          |          |          |          |          |          |
| 3.       | »Vicar in a Tutu«                      | 2:22     |          |          |          |          |          |          |          |
| 4.       | »There Is a Light That Never Goes Out« | 4:02     |          |          |          |          |          |          |          |
| 5.       | »Some Girls Are Bigger Than Others«    | 3:16     |          |          |          |          |          |          |          |
| 36:48    |                                        |          |          |          |          |          |          |          |          |